# Adolf Wirk

Adolf Wirk (1814–1891), Fotografie

Heinrich Friedrich Adolf Wirk (* 8. Juli 1814 in Abbenrode; † 2. Juni 1891 in Hannover) war ein deutscher Jurist und Politiker. Er war braunschweigischer Minister und Wirklicher Geheimer Rat.

## Leben
Adolf Wirk wurde 1814 in Abbenrode im Herzogtum Braunschweig als Sohn des Pastors Anton Wirk (1779–1860) geboren. Er besuchte das Gymnasium Julianum in Helmstedt und ab 1832 das Collegium Carolinum in Braunschweig. Anschließend studierte er Rechtswissenschaft in Berlin und Göttingen. Wirk wurde 1837 in Göttingen zum Dr. jur. promoviert und bestand im selben Jahr die erste juristische Prüfung. Er war nachfolgend als Auditor beim Kreisgericht Braunschweig und bei den Amtsgerichten Calvörde und Salder tätig.
Er wurde 1847 zum Assessor ernannt und 1850 als Kreisrichter im braunschweigischen Staatsdienst angestellt. Wirk war mehrere Jahre als Staatsanwalt in Holzminden und anschließend in Wolfenbüttel tätig, bevor er 1869 zum Obergerichtsrat ernannt wurde. Er wurde 1873 in den ersten Senat des herzoglichen Obergerichts berufen, dessen Vizepräsident er ab 1876 war. Wirk wurde 1874 zum Mitglied der Stadtverordnetenversammlung Wolfenbüttel gewählt. Nachfolgend wirkte er als Vorsitzender der Kreisversammlung des Kreiskommunalverbandes Wolfenbüttel. Er wurde 1879 Senatspräsident beim herzoglichen Oberlandesgericht in Braunschweig. Gleichzeitig war er Mitglied der juristischen Prüfungskommission. Daneben gehörte er dem Gerichtshof zur Entscheidung von Kompetenzstreitigkeiten an. Die Kirchenregierung berief ihn 1880 in die Landessynode. Wirk wurde 1881 zum Wirklichen Geheimen Rat und stimmführenden Mitglied des herzoglichen Staatsministeriums für die Ressorts Justiz, Kirche und Schule ernannt. Er gehörte dem Regentschaftsrat an, der 1884/85, nach dem Tod Herzog Wilhelms bis zum Amtsantritt des ersten Regenten Prinz Albrecht, provisorisch die Regierung führte. Neben seinem Beruf war Wirk als Schriftsteller, Dichter und Übersetzer tätig. Er war Mitarbeiter der Allgemeinen Encyklopädie der Wissenschaften und Künste, die im Brockhaus-Verlag Leipzig erschien.
Wirk wurde vielfach geehrt. Im Jahr 1884 wurde ihm das Großkreuz des Ordens Heinrichs des Löwen verliehen, 1887 der preußische Kronenorden 1. Klasse. Im selben Jahr verlieh ihm Regent Prinz Albrecht das Prädikat Excellenz.
Adolf Wirk wohnte zuletzt in Braunschweig. Er starb im Juni 1891 im Alter von 76 Jahren in Hannover. Den schriftlichen Nachlass der Familie Wirk verwahrt das Niedersächsische Landesarchiv.

## Schriften (Auswahl)
- Helmer vom Elm (Pseudonym): Kahlweide. Gedicht. Verlag Julius Zwißler, Wolfenbüttel, 1886.